# Ephemerella dorothea
Ephemerella dorothea är en dagsländeart som beskrevs av James George Needham 1908. Ephemerella dorothea ingår i släktet Ephemerella och familjen mossdagsländor. Inga underarter finns listade i Catalogue of Life.